# Running with Scissors (album)
Running with Scissors è il decimo album in studio del cantante statunitense "Weird Al" Yankovic, pubblicato il 29 giugno 1999 dall'etichetta discografica Volcano Entertainment.
Nella copertina dell'album, per la prima volta appare il nuovo look di "Weird Al" Yankovic (capelli lunghi, niente baffi e niente occhiali).

## Tracce
1. The Saga Begins – 5:27 – parodia di American Pie, di Don McLean
2. My Baby's in Love With Eddie Vedder – 3:25
3. Pretty Fly for a Rabbi – 3:02 (parodia di Pretty Fly (For a White Guy), dei The Offspring)
4. The "Weird Al" Show Theme – 1:14
5. Jerry Springer – 2:46 (parodia di One Week, dei Barenaked Ladies)
6. Germs – 4:38
7. Polka Power! – 4:21
8. Your Horoscope for Today – 3:59
9. It's All About the Pentiums – 3:34 – parodia di It's All About the Benjamins, di Puff Daddy
10. Truck Drivin' Song – 2:27
11. Grapefruit Diet – 3:30 – parodia di Zoot Suit Riot, dei Cherry Poppin' Daddies
12. Albuquerque – 11:23

## Formazione
- "Weird Al" Yankovic – fisarmonica, tastiera, cantante
- Kim Bullard – tastiera
- Tun Evans – sassofono
- Steve Jay – basso, coro
- Thomas "Snake" Johnson – tuba
- Warren Luening – tromba
- Joel Peskin – clarinetto
- Dan Regan – trombone
- Tom Sauder – violino
- Jon "Bermuda" Schwartz – batteria, coro
- Lee Thornbeng – trombone, tromba
- Rubén Valtierra – tastiera
- Tavis Werts – tromba
- Jim West – chitarra, banjo

## Classifiche
| Classifiche (1999) | Posizione massima |
| ------------------ | ----------------- |
| Australia          | 18                |
| Stati Uniti        | 16                |